# Yves Clausse
Yves Clausse (ur. 4 lutego 1969 w Ettelbruck) – luksemburski pływak, uczestnik Letnich Igrzysk 1988 i 1992.
Podczas igrzysk olimpijskich w 1988 roku wystartował na dystansach 50, 100 i 200 metrów stylem dowolnym, lecz we wszystkich konkurencjach odpadł w eliminacjach.
Cztery lata później na igrzyskach w Barcelonie startował w tych samych konkurencjach: 50, 100 i 200 metrów stylem dowolnym. Jednak w żadnej z nich nie awansował z eliminacji.